# Svastrina subapicalis
Svastrina subapicalis är en biart som först beskrevs av Juan Brèthes 1910.  Svastrina subapicalis ingår i släktet Svastrina och familjen långtungebin. Inga underarter finns listade i Catalogue of Life.